# Mariano Vallejo (escritor)
Mariano Vallejo (1843-1911) fue un dramaturgo, poeta y periodista español.

## Biografía
Habría nacido en abril de 1843 y era hermano del también periodista Juan Vallejo. Poeta, autor dramático y periodista, colaboró en numerosos periódicos de Madrid y Filipinas. En la capital española dirigió el semanario festivo El Contra Bombos y formó parte de la redacción de La Discusión y El Año 61. A comienzos del siglo XX era redactor de Gente Vieja, además de colaborar en La Ilustración Española y Pluma y Lápiz. En su faceta dramática destacó su obra El caballo de cartón. Falleció en Madrid a comienzos del mes de enero de 1911, el día 3.